# IQCF1
IQCF1 (англ. IQ motif containing F1) – білок, який кодується однойменним геном, розташованим у людей на 3-й хромосомі. Довжина поліпептидного ланцюга білка становить 205 амінокислот, а молекулярна маса — 23 699.
| 10         |  | 20         |  | 30         |  | 40         |  | 50         |
| ---------- |  | ---------- |  | ---------- |  | ---------- |  | ---------- |
| MEEKQPQKTK |  | EPSKEDEPQQ |  | KEMPTHLSLG |  | AESKAEAKTP |  | VLVETQTVDN |
| ANEKSEKPPE |  | NQKKLSDKDT |  | VATKIQAWWR |  | GTLVRRALLH |  | AALSACIIQC |
| WWRLILSKIL |  | KKRRQAALEA |  | FSRKEWAAVT |  | LQSQARMWRI |  | RRRYCQVLNA |
| VRIIQAYWRC |  | RSCASRGFIK |  | GQYRVTANQL |  | HLQLEILLDS |  | GPCIVTECIP |
| FSIKE      |  |            |  |            |  |            |  |            |

A: Аланін

C: Цистеїн

D: Аспарагінова кислота

E: Глутамінова кислота

F: Фенілаланін

G: Гліцин

H: Гістидин

I: Ізолейцин

K: Лізин

L: Лейцин

M: Метіонін

N: Аспарагін

P: Пролін

Q: Глутамін

R: Аргінін

S: Серин

T: Треонін

V: Валін

W: Триптофан

Задіяний у такому біологічному процесі, як альтернативний сплайсинг. 
Локалізований у цитоплазматичних везикулах.